# John-Lennart Linder
John-Lennart Linder, född 28 februari 1911 i Skövde, död 15 maj 2009 i Kungsholms församling i Stockholm, var en svensk barn- och ungdomsboksförfattare och filmregissör.
Hans farfar Mauritz Linder grundade och drev Oskarshamns-Tidningen. De är begravda på Gamla kyrkogården i Oskarshamn.